# Boa Vista (tiểu vùng)
Boa Vista là một tiểu vùng thuộc bang Roraima, Brasil. Tiều vùng này có diện tích 67755 km², dân số năm 2007 là 230557 người.